# Athenea Mata
Athenea Mata (Madrid, 11 de septiembre de 1976) es una actriz española.

## Biografía
Su primera toma de contacto con el mundo de la interpretación lo tuvo a los doce años cuando fue seleccionada para participar en Historia de una Muñeca Abandonada dirigida por Lluís Pasqual y Xicu Masó en el Centro Dramático Nacional, Teatro María Guerrero. Pese a los intentos familiares por alejarla de su intención de ser actriz, fue a los veinte años, cuando un compañero de universidad que la vio actuar en el grupo de teatro de Agrónomos, ISHTAR, decidió apuntarla al casting de Al salir de clase.
Sus estudios como actriz los comenzó en las Escuelas de Arte Dramático de Claudia Fres (1994-2000) y Jorge Eines (1998-1999). Posteriormente, durante el año 2004, completó su formación en EE. UU. gracias a una beca que le permitió estudiar en algunas de las mejores escuelas de Nueva York, entre ellas HB Studio y The Barrow Group. En la actualidad está cursando el Doctorado en Artes Escénicas en la Universidad Autónoma de Barcelona y el Instituto del Teatro.
Ha participado en varias series de televisión, numerosos cortometrajes y películas. En 2001 protagonizó Cuídate de mí junto a Myriam Mézières bajo las órdenes del director malagueño Javier de la Torre. En 2004, durante el año que estudió en Nueva York, fue la actriz principal de Film 101 ópera prima del director indio-americano Kevin Desmond. La película fue galardonada con numerosos premios en diversos festivales de cine independiente norteamericano y canadiense. En 2018 ha actuado como actriz principal en la película de Javier Fesser, Campeones, junto con Javier Gutiérrez.
A pesar de su vocación de actriz, también finalizó los estudios de Ingeniería Superior Agrónoma en la Universidad Politécnica de Madrid (febrero de 2003) y realizó un máster en Comunicación y Publicidad en la madrileña escuela de negocios ESIC (julio de 2003), lo que la llevó a trabajar como Dircom en unas bodegas de Cava del Panadés y como consultora externa de una empresa elaboradora de Biodiésel.
Desde 2008 es profesora en varias asignaturas del Grado de Artes Escénicas de la Universidad Antonio de Nebrija y del taller de teatro de SUR-Escuela de Profesiones Artísticas, fundada por el Círculo de Bellas Artes de Madrid y La Fábrica, entre otras escuelas de interpretación.
.

## Actriz

### Televisión
- C.L.A. No somos ángeles. Europroducciones (Antena 3) (Madrid. 2007). Como Tati.
- La dársena de poniente. Linze Prod. (TVE 1) (Málaga. 2006). Como Silvia
- El secreto. Europroducciones (TVE 1) (Madrid. 2001). Como Araceli.
- Al salir de clase. BocaBoca Prod. (Telecinco) (Madrid. 1997-2000). Como Elena.[1]

### Cine
- Campeones (Javier Fesser. 2018).
- Mortadelo y Filemón contra Jimmy el "Cachondo" (Javier Fesser. 2014).
- Absolutamente personal (corto). (Julián Merino. 2014). Principal.
- Dolor (corto). (Javier Fesser. 2013). Principal.
- Freedomless (Mike Jacoby - Xoel Pamos. 2007).
- Film 101. (Kevin Desmond. 2005). Principal.
- Cuídate de mí. (Javier de la Torre. 2004). Principal.
- La soledad era esto. (Sergio Renán. 2002). Reparto.
- El diario de la abuela (corto). (Javier Ocaña. 2000). Principal.
- El grito de Munch (corto). (Javier de la Torre. 2000). Principal.
- Muertos de risa. (Álex de la Iglesia. 1999). Reparto.

### Teatro
- Madres . (Madrid.2023).
- Callejeras. (Barcelona. 2010).
- Shakespeare's sonets. (NYC. 2004).
- Siempre en Otoño. (Madrid. 1999).
- Vacas, Cerdos, Guarros y Brujas. (Madrid. 1998).
- Dios de Woody Allen. (Madrid. 1997).
- El Álbum Familiar. (Madrid. 1995).
- Historia de una Muñeca Abandonada. (Madrid. 1989).

## Directora de teatro
- Top Girls de Caryl Churchill. (Teatro Alcázar-Cofidis) (Madrid. 2015).
- The Statue de Athenea Mata. (Teatro Alcázar-Cofidis, Teatro Galileo) (Madrid. 2013-2014).